# フレグレイ平野
フレグレイ平野（フレグレイへいや、伊: Campi Flegrei カンピ・フレグレイ）とは、イタリアのナポリ西方8kmに広がる、多数の火砕丘を含む長さ13kmにおよぶカルデラである。カルデラ内にはポッツォリなどの都市が発展しており約50万人が暮らしているが、再び大規模噴火を起こす可能性が警告されている超巨大火山である。
地名はギリシャ語 φλέγω phlégō flègo から来ており、「燃え盛る平野」を意味する。英語では Phlegraean Fields と呼ばれる。

## 火山活動史
火山活動のみられる地点としては、ソルファタラ火口などが存在する。他にも多数の噴火口があったが、そのほとんどは水没した。このカルデラは2度の大きな噴火によって形成されたと考えられている。まず、40,000年ほど前に最初の噴火が起きた (Campanian Ignimbrite eruption) 。そしておよそ12,000年前に比較的小規模な噴火を起こし、ポッツォリを中心とする一回り小さいカルデラ盆地が形成された（この2度目の噴火は、一帯に特徴的な黄色い岩石から、ネオポリタン・イエロー・タフと呼ばれている）。
1538年には8日間にわたって噴火し、モンテ・ヌオーヴォスコリア丘を形成した。「新しい山」を意味する山名である。

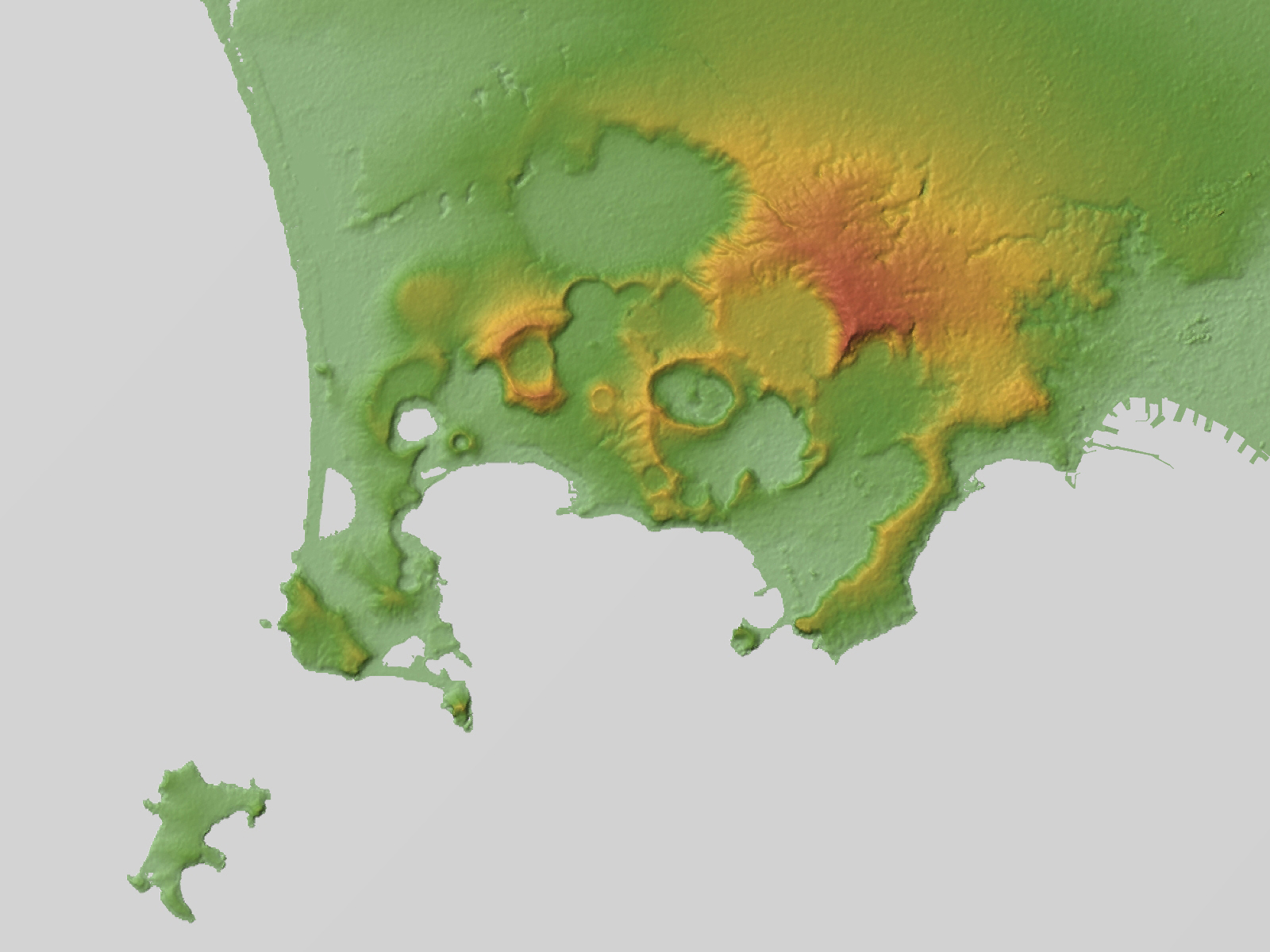
地形図。多数のクレーターが見られナポリは右の海岸に
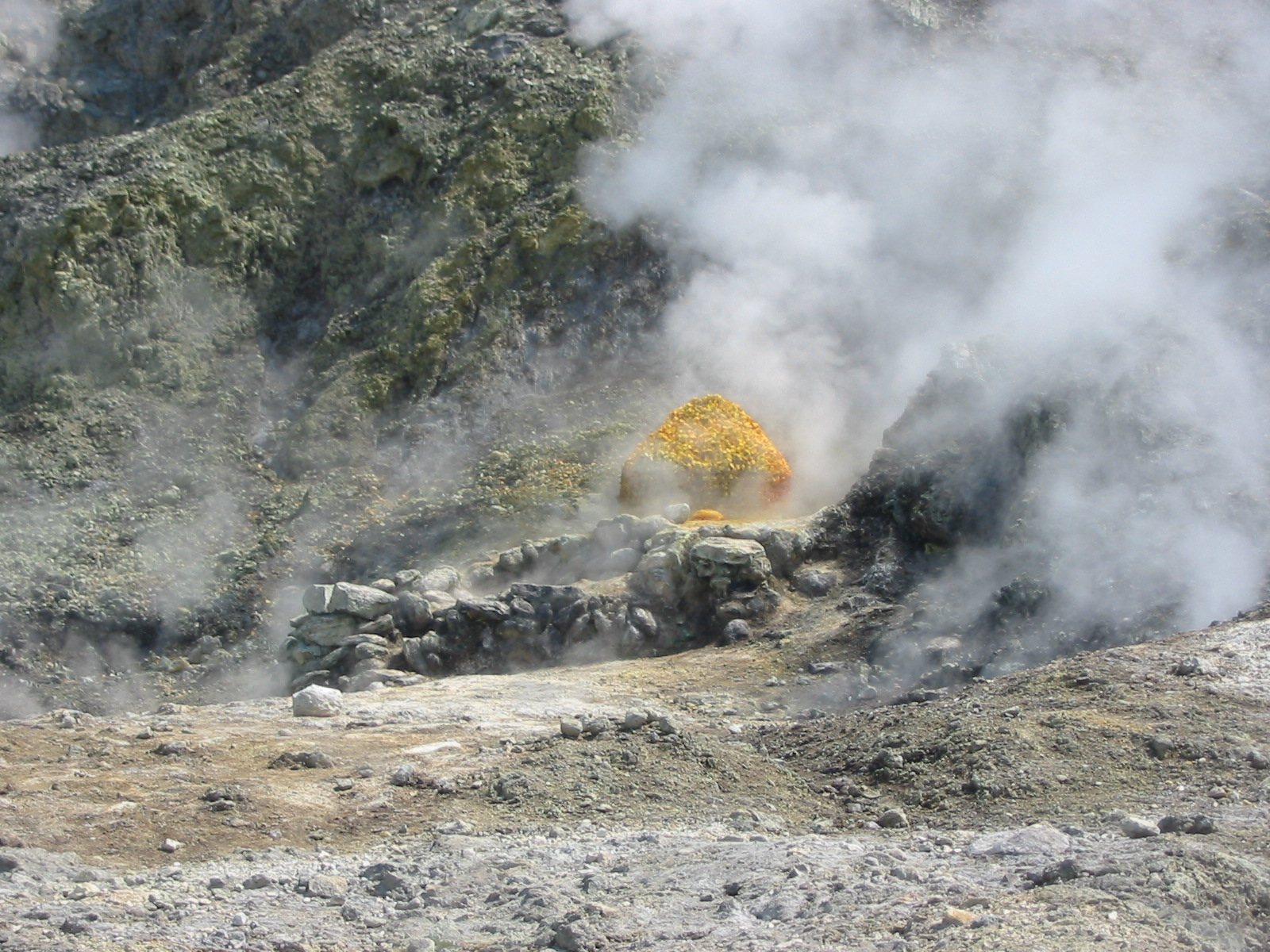
ソルファタラ火口の噴気活動（2003年）
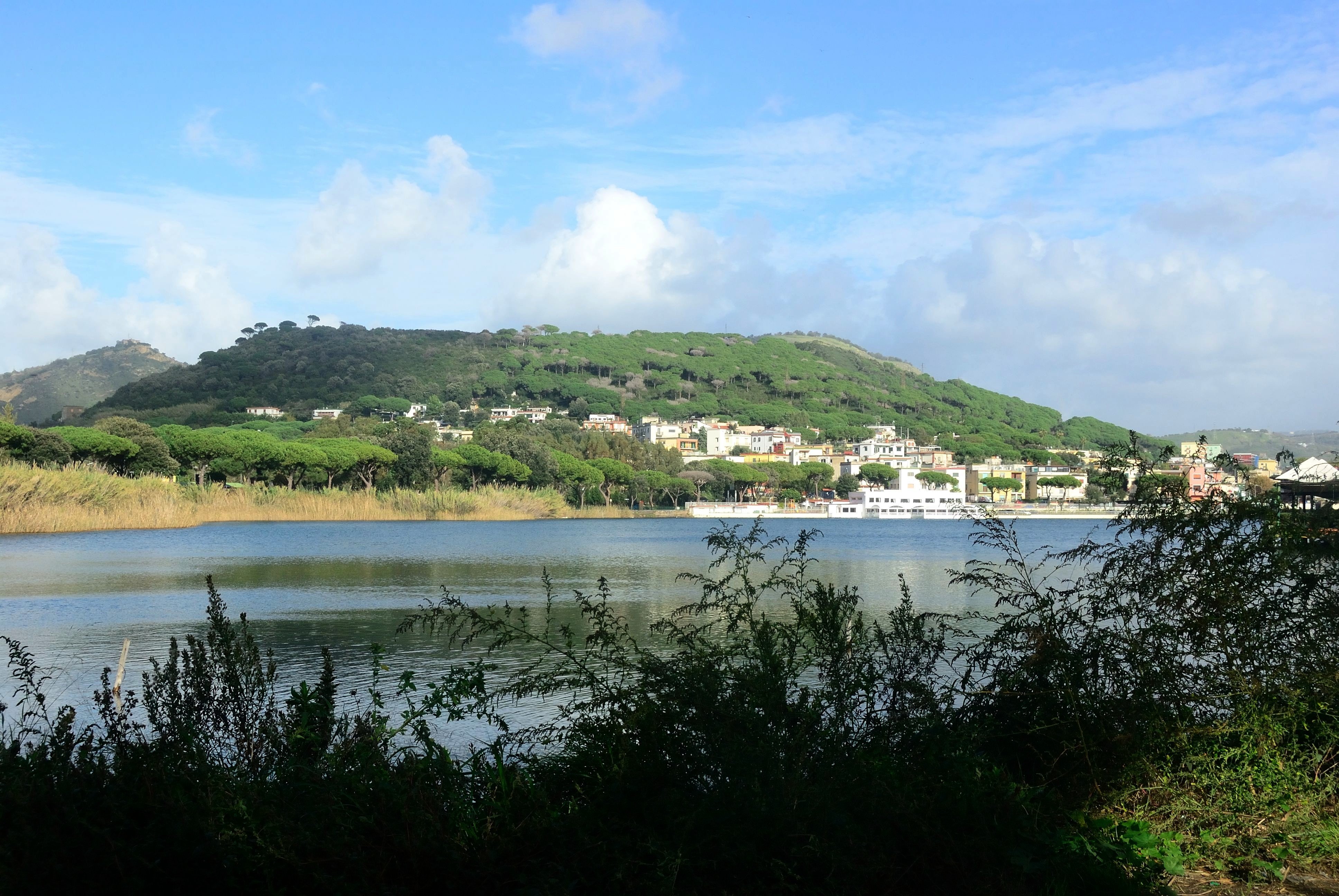
モンテ・ヌオーヴォ スコリア丘
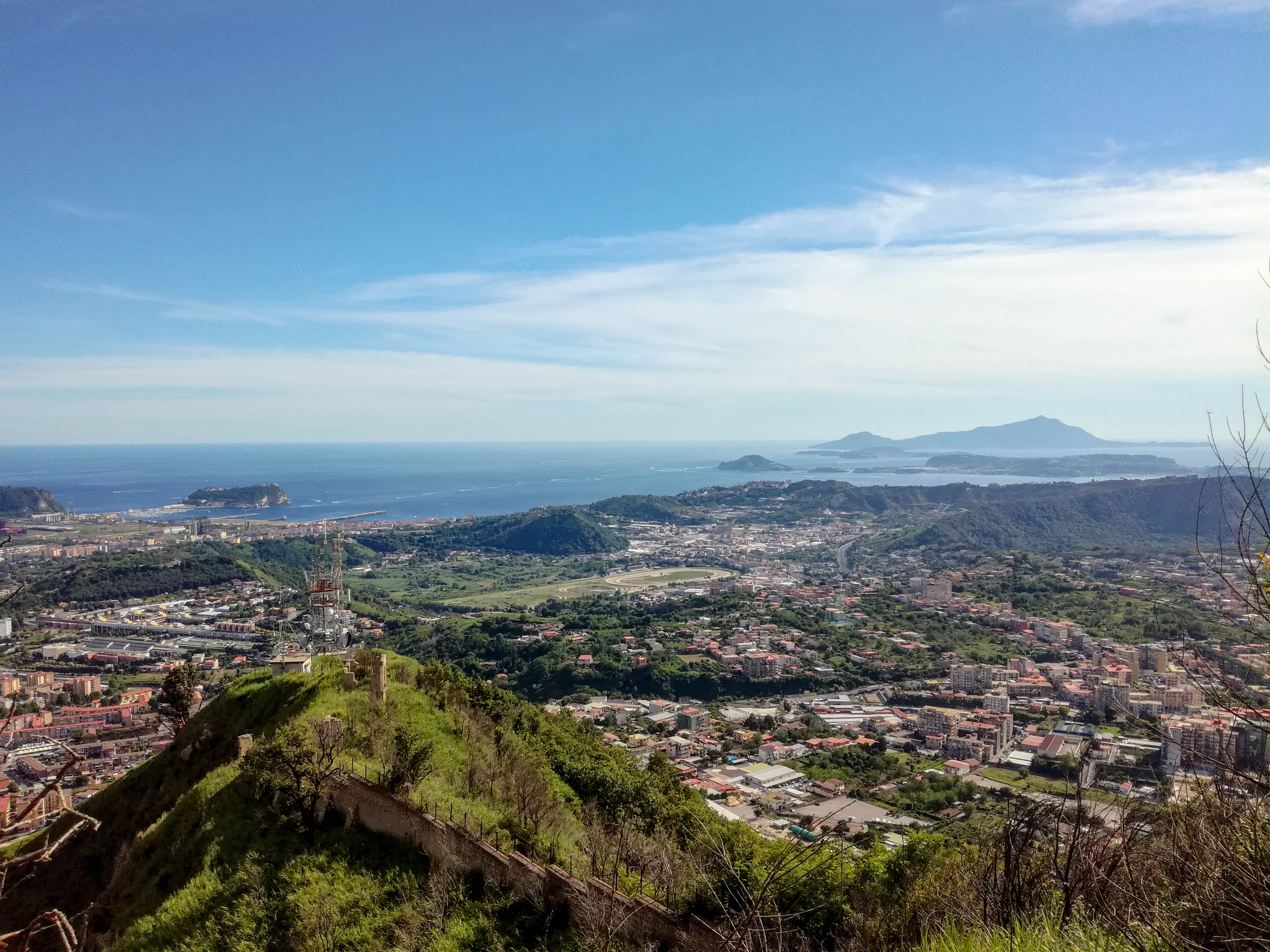
Phlegraean Fields（ナポリ）